# K2-19
K2-19, EPIC 201505350 — одиночная звезда в созвездии Девы. Находится на расстоянии приблизительно 964 световых лет (около 296 парсек) от Солнца. Визуальная звёздная величина звезды — +13m. Возраст звезды определён как около 8 млрд лет.
Вокруг звезды обращается, как минимум, три планеты.

## Характеристики
K2-19 — жёлтый карлик спектрального класса K0V, или G2, или G8, или G9V. Масса — около 0,88 солнечной, радиус — около 0,82 солнечного, светимость — около 0,495 солнечной. Эффективная температура — около 5348 K.

## Планетная система
В 2015 году группой астрономов проекта «Кеплер» было объявлено об открытии планет K2-19 b и K2-19 c.
В 2016 году группой астрономов проекта «Кеплер» было объявлено об открытии планеты K2-19 d.